# Seleção Belga de Futebol Feminino
A Seleção Belga de Futebol Feminino (apelidada de Belgian Red Flames) representa a Bélgica no futebol feminino internacional. É controlada pela Real Associação Belga de Futebol, o órgão regulador do futebol na Bélgica. Seu estádio principal é o Den Dreef e seu atual técnico é Ives Serneels. Durante a maior parte de sua história, a equipe teve resultados ruins, mas mostrou melhora nas Eliminatórias da Euro 2013 e da Copa do Mundo de 2015. Em 2016, elas se classificaram para seu primeiro grande torneio: a Euro 2017. Em 2022, venceram a Pinatar Cup em San Pedro del Pinatar (Espanha).
1. 1 2 3  «Women's Ranking». www.fifa.com (em inglês). Consultado em 13 de julho de 2022